# Courrèges (entreprise)
Pour les articles homonymes, voir Courrèges.
Courrèges (Groupe Courrèges) est une entreprise française fondée en 1961 à Paris par André et Coqueline Courrèges. Emblématique des années 1960 avec ses minijupes, ses bottes blanches ou ses pantalons, elle bouleverse dès ses débuts les codes établis de la mode, et connait un succès important pendant une vingtaine d'années pour finalement être plus discrète à partir des années 1980. Trois décennies plus tard, elle renaît grâce à l'impulsion de deux entrepreneurs ayant acheté la marque, mais également l'héritage culturel de celle-ci.

## Préambule
Depuis la fin des années 1950, la mode est en plein bouleversement : Marc Bohan, qui a fait ses armes dans le prêt-à-porter, arrive à la tête de la haute couture chez Dior ; ce même prêt-à-porter prend une part de plus en plus importante dans le vêtement ; Pierre Cardin, couturier qualifié de « futuriste » avec sa ligne « Cosmonaute » de 1962, présente dès 1959 une collection de prêt-à-porter au Printemps, puis développe des licences pour décliner son nom. Le pantalon va devenir un objet féminin, tel que l'avait déjà énoncé Emilio Pucci de nombreuses années auparavant, et le jeans son emblème. En parallèle, Yves Saint Laurent va lancer sa seconde ligne rive gauche, plus accessible. La minijupe de Mary Quant apparaît, les collants vont définitivement détrôner les bas et le porte-jarretelles. Comme un écho à la mode « pratique » et aux formes simples prônée par Gabrielle Chanel avant la Guerre, mais surtout à l'époque qui voit les femmes plus actives et plus indépendantes, André Courrèges présentera des collections qui marqueront définitivement la mode jusqu'à nos jours.

## Historique

### Société André Courrèges
André Courrèges décide de créer sa propre maison de couture, la Société André Courrèges, en 1961 dans un petit appartement avenue Kléber. Ils sont quatre, le couturier, sa compagne Coqueline et deux ouvrières. Il est aidé financièrement par Balenciaga chez qui il a fait son apprentissage et quelques clientes du couturier Espagnol suivront Courrèges.
Les premières présentations rencontrent immédiatement le succès, mais la véritable reconnaissance publique arrivera juste après en même temps que l'arrivée des petites bottes blanches. Rapidement, André Courrèges conseille le port du pantalon en toutes circonstances, du matin au soir. Dans la société des années 1960, cette revendication choque. La minijupe, plus simple à imposer, sera lancée avant, précisera Coqueline. « C'est la révolution » disent les journalistes de L'Officiel de la mode en sortant de la présentation de la collection 1963.
Courrèges lance la collection futuriste printemps-été « The Moon Girl », d'inspiration cosmique, en 1964. Le retentissement est important. Le style de cette collection sera intitulé « Space Age Fashion ». Le blanc domine et toutes les longueurs remontent : minijupe, mini-robes et manteaux très courts ; le « controversé couturier qui a mis les femmes dans des costumes-pantalons, bottes blanches et robes au-dessus du genou » tel que le décrit le New York Times en février 1965, clame : « je veux faire entrer la lumière dans mes vêtements ». Il fait disparaitre les chapeaux et accessoires, ne conservant que des gants, blancs. Emmanuel Ungaro vient alors travailler avec lui comme assistant.
Janvier 1965, la collection révolutionne la création avec ses lignes géométriques, ses robes « trapèzes », ses tons acidulés, en contribuant au succès de la toute nouvelle minijupe, coupée « une main au-dessus du genou ». Courrèges raccourcit encore les longueurs, joue sur les matériaux et les formes comme avec ses bottes et vêtements en PVC, ses lunettes à fentes, excelle dans l'utilisation du blanc avec la fameuse « petite robe blanche » et abuse des couleurs contrastées. Cette présentation est un manifeste pour la jeunesse, promouvant un nouveau style de vie. La collection marque « un tournant dans l'histoire de la mode », le retentissement en France et dans le monde entier est énorme. Catherine Deneuve, qui personnifie à cette époque un certain idéal esthétique, Brigitte Bardot, « en minirobe Courrèges avec nombril à l'air » dira Libération, la covergirl Twiggy, Mireille Darc, ou Françoise Hardy sont conquises. Cette dernière expliquera plus tard : « Je me suis intéressée à la mode quand j'ai commencé à faire de la scène et à passer à la télévision. C'est comme ça qu'un jour, n'ayant rien à me mettre pour l'émission Dim, Dam, Dom, j'ai contacté André Courrèges, dont j'aimais les collections très épurées. Et que je me suis retrouvée dans tous les magazines avec ce fameux ensemble - tunique, pantalon, bottines blanches - révolutionnaire pour l'époque. »
Chères, les créations Courrèges sont largement copiées jusqu'aux États-Unis où le succès est immense. « Pillé, profané, massacré » écrit la presse, André Courrèges, « furieux » décide début 1965 après sept collections, de cesser l'activité de sa maison et de ne pas organiser de défilé à l'été de la même année : « nous ne serons plus copiés parce que nous allons nous copier nous-mêmes. » Le couturier voit sa maison de couture comme son laboratoire. Mais l'entreprise a besoin de fonds afin de développer des créations de prêt-à-porter, et ainsi commercialiser des lignes de vêtements plus accessibles financièrement que la haute couture, sans être dépendant du calendrier habituel des collections. Mais la création ne s'arrête pas : pendant deux ans, plus d'acheteurs professionnels, plus de presse. Seules certaines clientes privilégiées bénéficient de nouveaux modèles tenus secrets et confectionnés en toute petite série.
Vers la fin de l'année, un accord d'exclusivité est passé entre Courrèges Beauté et L'Oréal afin de distribuer des parfums et cosmétiques. L'Oréal prend des parts dans Courrèges. La Banque nationale pour le commerce et l'industrie prend également des parts de la Société André Courrèges, qui augmente alors spectaculairement son capital.
Courrèges déménage rue François-Ier dans des locaux où le blanc domine.

### Nouveau départ
Pour son nouveau départ, la marque jongle entre plusieurs lignes : tout d'abord le prêt-à-porter féminin et luxueux sous le nom « Couture Future » que Courrèges lance en février 1967 à la réouverture de la maison, afin de contrer les multiples copies des créations haute couture qui envahissaient les magasins : une quinzaine de modèles environ, déclinés dans de multiples coloris,. La haute couture avec « Prototype » en 1970, et une ligne de prêt-à-porter sportswear plus accessible nommé « Hyperbole » qui sera lancée en 1971. La marque mélange dans ses défilés les trois lignes. Du blanc, de l'argent, du transparent, et les couleurs vives deviennent la signature de Courrèges. Les bottes vinyles devenues un symbole, les pantalons taille basse, et la robe mini sont loin du smoking de Saint Laurent ou du tailleur strict de Chanel qui dominent la haute couture de cette époque : Roland Barthes, dans le numéro de septembre 1967 de Marie Claire titre « Le match Chanel - Courrèges », Elle lui accorde de nombreuses pages, le Vogue américain, dirigé par Diana Vreeland qui est « folle » de Courrèges depuis qu'elle a assisté au défilé de 1965, publie des photos de ces modèles.
Dès 1968, alors que déjà un projet de voiture électrique est imaginé, est présentée la collection Space Age, avec ses couleurs argentées et métalliques. L'année suivante, Courrèges présente une collection avec la combinaison « seconde peau » des collants à manches longues ou courtes suivant la saison, le tout dans des couleurs très vives ; puis la collection Égypte s'inspirant des momies. Le couturier est également l'ardent défenseur du tailleur-pantalon, élément clef de la mode cette année-là. En 1969, Courrèges habille Romy Schneider dans le film La Piscine. Il l'habille également l'année suivante dans Les Choses de la vie.
La marque compte dans les années 1970 près de 180 points de vente, dont trente boutiques — blanches — en nom propre. En janvier Raquel Welch partage avec André Courrèges la couverture de Paris Match. La marque sort son premier parfum Empreinte, aux notes de rose, mandarine et santal, dans un flacon doré/cuivré composé d'une sphère comme bouchon et d'un cylindre. Il deviendra l'un des trois parfums les plus vendus en France à cette époque. Sa ligne de sportswear « Hyperbole » est commercialisée à la suite. Passionné par le sport, Courrèges crée les dix lignes de vêtements officiels pour le personnel des Jeux olympiques d'été de 1972. Ces lignes sont fabriquées à Pau, l'atelier créé quelques années auparavant s'étant transformé en usine moderne. Mais dans les années 1970, la mode évolue : de la tendance « spatiale », elle s'oriente vers quelque chose de plus romantique, fleuri, dont Cacharel sera un symbole. Le blanc reste malgré tout une dominante forte chez Courrèges. Une collection pour hommes, avec des vêtements amples et souples, est lancée en 1973 avec la marque « Courrèges Homme ». Un parfum nommé FH77 voit le jour en 1977.
En 1973, la société Courrèges succède à celle de Pierre Cardin, qui a collaboré à partir de 1968, pour la réalisation des uniformes de la compagnie UTA. Y sont déclinés les principes Courrèges : le pantalon et la minijupe viennent habiller les hôtesses, des pulls moulants, des blousons en skaï gris ou rouge, et des bottes blanches sans talon. Mais rapidement, l'uniforme étant peu classique, trop moderne, le personnel s'en lasse.
Au Salon de l’automobile de Paris en septembre 1974 est présenté un modèle de Matra Bagheera habillée entièrement de blanc par le styliste, le logo Courrèges orne l'aile droite. Ce modèle, qui verra des évolutions de couleurs l'année suivante, sera disponible durant deux ans au catalogue de Matra. Cette année-là, Courrèges ouvre une boutique à New York, sur la 57e rue, puis commercialise Eau de Courrèges, un parfum féminin aux notes de bergamote, citron vert et menthe, qui deviendra un grand succès.
En 1979, la maison Courrèges se diversifie dans de nombreux produits et commercialise un nouveau parfum pour femme, Amerique, qui sera suivi de In blue en 1983. Une planche à voile est vendue en 1981, ainsi qu'une gamme de vêtements isothermes adaptés à ce sport.

### Années 1980
Le groupe japonais Itokin, un des deux licenciés de la marque Courrèges au Japon, achète en 1983 les 50 % de la maison appartenant à L'Oréal ; André Courrèges devient actionnaire minoritaire. Rapidement, cette relation donne lieu à des différends judiciaires qui dureront plusieurs années. La Compagnie d'investissement Astorg reprendra début 1990 les parts de Courrèges à Itokin,, mais André Courrèges conteste cette transaction. La maison, qui a changé plusieurs fois de propriétaire, reviendra à André et Coqueline quelques années après,.
En janvier 1986, l'entreprise commercialise une ligne Courrèges Homme spécifiquement pour le marché américain. C'est entièrement habillé de rose qu'André Courrèges présente la première fois cette collection aux États-Unis, accompagné de sa fille qui lui sert de traductrice.
Le couturier, qui souhaite plus se consacrer à son département Courrèges Design, recrute en 1993 Jean-Charles de Castelbajac qui avait été nommé par la « bible » WWD le « Courrèges des années 70 » pour dessiner, sous son impulsion, deux collections visionnaires. 
André Courrèges dira du styliste Castelbajac qu'« il était « très Courrèges ». C'est le seul qui discute style et non mode. » Jean-Charles de Castelbajac quittera la maison au milieu de l'année 1994,. Le parfum Sweet apparait en 1993, puis Niagara, pour homme deux ans plus tard. L'année d'après, c'est Generation un parfum pour femme, rapidement suivi de 2020.
Au milieu des années 1990, la marque, qui semble en sommeil, a disparu des médias depuis plusieurs années. Elle est rachetée au groupe japonais par les Courrèges, et Coqueline, reprend la direction artistique, tandis que sa fille Marie ouvre un café, le Café Blanc juste à côté de la boutique parisienne. Durant cette période, Courrèges ne conçoit plus de haute couture, celle-ci étant abandonnée en 1995. Mais, à la suite de ce renoncement, la réédition de quelques modèles iconiques des années 1960 réveille l'intérêt des médias et des autres maisons de couture qui s'inspirent du « style Courrèges » : Madame Figaro, Vogue, The New York Times, Depeche Mode… consacrent des articles.
La maison engage en 1997 Paul Deneve comme directeur général durant cinq ans. Celui-ci recentre les activités variées de Courrèges au siège parisien, les résultats semblent être au rendez-vous,.
Courrèges revient à haute couture, pour ce qui sera le dernier défilé, en 2002, année du dernier défilé d'Yves Saint Laurent également.
Plusieurs couturiers et stylistes, pour les collections de l'année 2007, rendent largement hommage au style Courrèges,. Cette année-là, la maison collabore avec La Redoute pour une collection capsule : dix modèles, ainsi que du linge de maison.

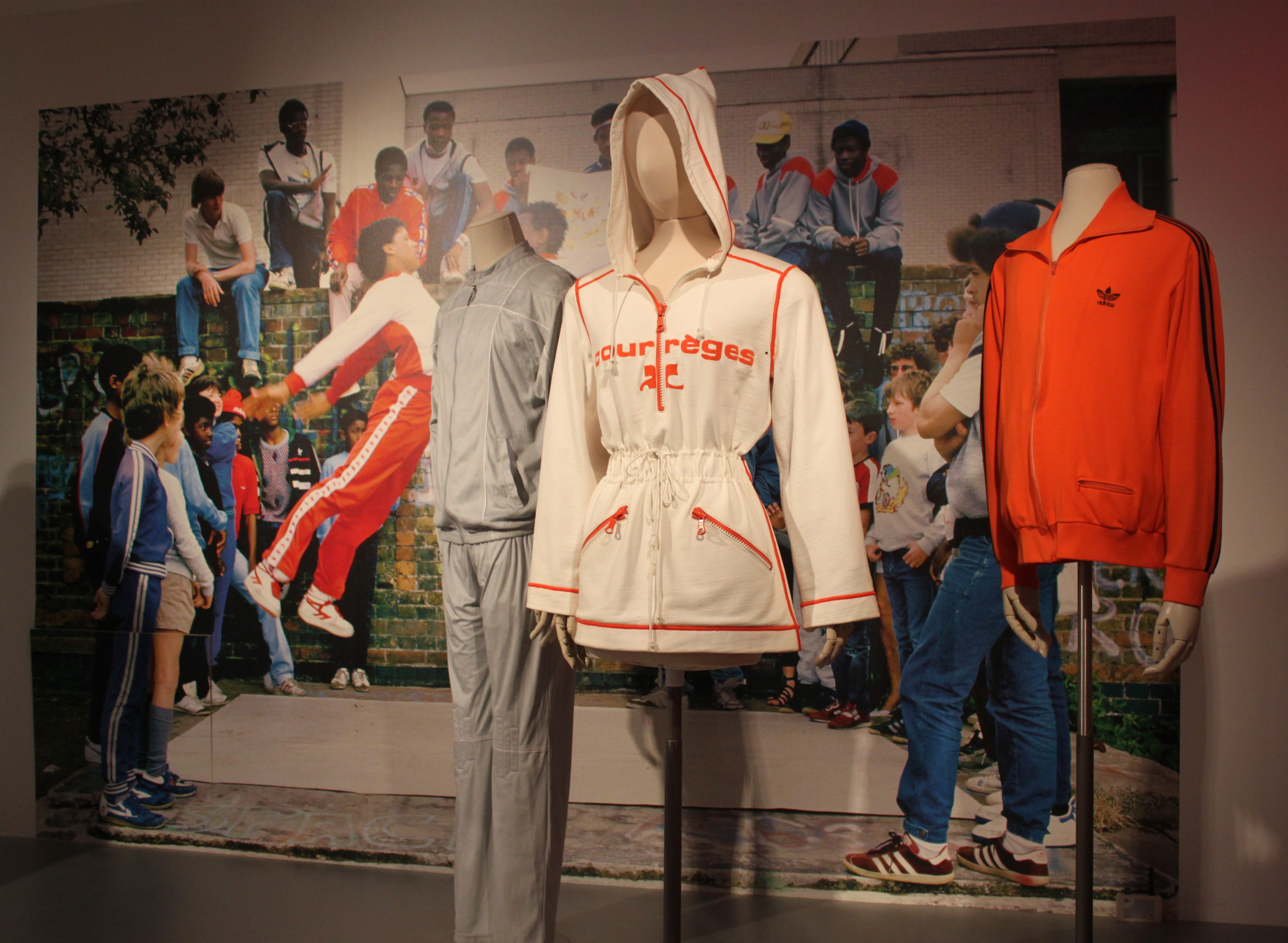
Adidas, Courrèges. Exposition « Mode et sport. D’un podium à l’autre », musée des Arts décoratifs, Paris, 2023 - 2024

### La reprise
En 2010, le chiffre d'affaires en France rend les comptes déficitaires.
Jusqu'en janvier 2011, c'est sa femme Coqueline Courrèges qui est à la tête du studio, au siège de la maison rue François-Ier à Paris.
Alors que divers repreneurs ont sollicité les Courrèges, dont LVMH ou PPR, la maison est finalement vendue après presque un an de négociations à Jacques Bungert et Frédéric Torloting, coprésidents de l'agence de publicité Young & Rubicam.
Comme ils le précisent, ils ne connaissent rien à la mode : « Nous ne connaissions pas ce milieu, mais la mode, comme le milieu d’où nous venons, est un territoire créatif ». Coqueline Courrèges, qui souhaite transmettre sa maison, affirme à propos de cette vente : « Nous leur léguons l'intransmissible : notre pensée, notre raisonnement, notre imagination ! ». « Tout ce qui a fait le succès de la griffe est là. Comme le fameux blouson en vinyle ou la minirobe simplissime », ajoutent les repreneurs, « si la marque est bien endormie, elle n'a pas été abîmée, […] à condition d'en respecter les codes » : 2011 marquant les 50 ans de la maison Courrèges, sont prévus pour relancer la marque, des rééditions de robes trapèzes, blousons en vinyle, minijupes, et sacs colorés ; ainsi qu'une boutique en ligne, le numérique étant une part importante de la stratégie d'entreprise face à la rareté des points de vente. La marque dispose d'archives de 25 000 pièces stockées dans l'usine de Pau. Il est diffusé également une bouteille d'eau Évian en édition limitée. Les deux repreneurs fondent avec l'aide de Lionel Giraud « L'Atelier Design » permettant de créer toutes sortes de produits dans l'esprit de la maison tels les tabourets qu'avait dessiné André Courrèges des années auparavant. Ils introduisent le noir au sein des nouvelles collections, couleur pourtant peu habituelle de cette marque et divisent l'offre en deux gammes principales : Trésors reprenant les modèles d'origine, et Essentiels pour les nouvelles créations. Un nouveau parfum, Blanc de Courrèges, est commercialisé, et deux anciens, Eau de Courrèges et Empreinte, sont réédités,.
En 2013, une collection capsule est signée par les designers de l'entreprise pour le catalogue La Redoute et sa collection automne-hiver 2013-2014. Deux ans plus tard, les deux repreneurs engagent Sébastien Meyer pour le stylisme, et Arnaud Vaillant pour le commercial.
En 2017, Courrèges lance le parfum Eau Hyper Fraiche, puis en 2018 Mini Jupe, un clin d'oeil aux origines de la marque. Jacques Bungert et Frédéric Torloting quittent l'entreprise début 2018.
En septembre, Artemis, la holding de la famille Pinault qui détenait déjà 40 % de la maison française Courrèges, a pris le contrôle à 100 % de l'entreprise alors en difficulté financière,. Deux ans plus tard en septembre 2020, Nicolas Di Felice, anciennement chez Louis Vuitton, prend la direction artistique.